# Enlluernat
Enlluernat (Bedazzled en anglès) és una pel·lícula nord-americana de comèdia estrenada el 20 d'octubre de 2000. Es tracta d'un nova versió del film homònim de 1967 escrita per Peter Cook. Va ser dirigida per Harold Ramis amb Elizabeth Hurley i Brendan Fraser com a protagonistes. Ha estat subtitulada al català.

## Trama
Una espècie de programari dissenyat per a saber què tan pura o corrupta és una ànima i els seus trets més distintius (propietat del Diable) examina diferents punts del planeta abans de centrar-se en San Francisco a l'estat de Califòrnia. Després d'una anàlisi de personalitat de diverses persones, se centra en Elliot Richards (Brendan Fraser), que treballa extenuants jornades laborals en un centre d'atenció telefònica on sofreix les bromes dels seus col·legues i no té amics veritables. Està enamorat de la seua col·lega Alison Gardner (Frances O'Connor), però tem confessar-l'hi. Mentre Elliot està en un bar pensant parlar a Alison i murmura que donaria el que fos per a tenir-la, el Diable (que en aquesta pel·lícula té aparença femenina, interpretat per Elizabeth Hurley, per tant és una «diablessa») escolta el seu desig i proposa a Elliot un contracte: la seva ànima a canvi de set desitjos.
Així succeeix; no obstant això hi ha inconvenients en cadascun dels seus desitjos:
Per al seu primer desig (com a prova) demana una hamburguesa Big Mac de McDonald's i una Coca-Cola. La diablessa el porta a McDonald's i ordena el que va demanar. Elliot va haver de pagar (perquè no va desitjar que fos gratis i «no existeix tal cosa com un esmorzar gratis»). Desitja ser ric, poderós i estar casat amb Alison. La diablessa ho converteix en un traficant colombià de cocaïna. No obstant això la dona l'enganya amb un professor d'idiomes, els seus homes el traeixen i Elliot serà assassinat per una banda rival. Desitja ser l'home més sensible del món; la diablessa el transforma en un adolescent tan sensible que passa gairebé tot el temps ploriquejant en reflexionar sobre les belleses. Una Alison hippie tatuada decideix escapolir-se amb un home rude, el qual desafia Elliot. Desitja ser un gran esportista. La diablessa el converteix en un altíssim jugador de bàsquet però amb baix quocient intel·lectual i maldestre llenguatge. Una Alison reportera en entrevistar-lo es decep en veure el seu penis petit. Desitja ser intel·lectual, maco i elegant. La diablessa el converteix en un famós escriptor. Elliot porta Alison a la seva residència, per a descobrir que és gai en trobar el seu amant masculí al llit. Desitja ser president dels Estats Units. La diablessa el converteix en Abraham Lincoln (1809-1865) la nit del seu assassinat. Després de renunciar a cada desig marcant 666 en un pager, Elliot es topa amb la diablessa fent de les seves: posa multes a actuacions ben estacionades, dona dolços en comptes de medicaments als malalts i mal encamina estudiants d'una escola. Després del desig del president, ell pensa en els seus pròxims dos desitjos, però la diablessa li recorda que només li falta un en descomptar el de l'hamburguesa, la qual cosa el fa malhumorat. Intenta buscar ajuda en una església, però el rector el titlla de dement i fa que l'arrestin (la diablessa és un dels policies). En arribar a la cel·la es topa amb un afroamericà que li diu que no pot vendre la seva ànima al Diable ja que aquesta pertany a Déu, encara que el Diable intentarà confondre'l. Elliot, adonant-se que el seu company de cel·la és més del que sembla, però sense estar molt segur de qui és, li pregunta la seva identitat, al qual l'altre home riu suaument i li diu «només sóc un bon amic». Elliot en sortir demana a la diablessa cancel·lar el contracte, cosa que rebutja i el porta a l'infern per a obligar-lo a decidir-se. Elliot desitja que Alison sigui feliç, la qual cosa cancel·la el contracte, perquè aquest desig no el beneficia a ell al no actuar en forma egoista. Elliot desperta en unes escalinates i es troba amb la diablessa com a advocada i li explica que el seu contracte va ser cancel·lat. Abans que la diablessa parteixi aquesta reconeix que en realitat li cau bé Elliot (encara que li amenaça perquè no ho repeteixi) i li recorda que el cel i l'infern estan en la terra i cadascú decideix el que vol.
Elliot, ja decidit, parla a Alison i li pregunta si voldria sortir amb ell, però ella li diu que ja té xicot. Ell s'ho pren amb filosofia i la felicita. Els companys de Elliot intenten burlar-se d'ell una altra vegada, però només agarra a un de les solapes i li diu «que bo va ser parlar amb tu», i es va; els companys rondinen pel baix que Elliot no sap acceptar una broma, però mai tornen a ficar-se amb ell. Elliot arriba a la seva casa i es troba amb una nova veïna, Nicole De la Russo (també interpretada per Frances O'Connor), amb la qual inicia una amistat i després una relació ja que tots dos tenen molts gustos en comú i compaginen bé. En l'última escena es veu com Elliot i Nicole caminen presos de la mà en un moll; la diablessa, que juga escacs amb un home misteriós, els reconeix i els assenyala al seu rival d'escacs, que resulta a l'excompany de cel·la de Elliot, i s'insinua que aquest home és Déu. Déu els mira de manera aprovatòria i la diablessa aprofita la distracció de Déu per a fer trampa en el joc; no obstant això Déu l'atrapa fent trampa, però la deixa acabar els seus moviments tramposos mentre tots dos riuen. L'última escena mostra l'última anàlisi del programa de la diablessa, mostrant que Elliot beu de l'envàs de llet i que Nicole acapara les aculls, trets que pel que sembla cap troba molest en l'altre.

## Repartiment
- Brendan Fraser - Elliot Richards/Jefe/Mary
- Elizabeth Hurley - El Diable
- Frances O'Connor - Alison Gardner / Nicole De La Russo
- Gabriel Casseus - Detingut / Déu
- Orlando Jones - Daniel / Dan / Danny / Esteban / Beach Jock / Lamar Garrett / Dr. Ngegitigegitibaba
- Paul Adelstein - Bob / Roberto / Beach Jock / Bob Bob
- Toby Huss - Jerry / Alejandro / Beach Jock / Jerry Turner / Lance
- Miriam Shor - Carol / Amfitriona del penthouse
- Brian Doyle-Murray - Sacerdot
- Jeff Doucette - Sargent de guàrdia a la comissaria
- Aaron Lustig - Supervisor de Synedyne
- Rudolf Martin - Raoul
- Julian Firth - John Wilkes Booth